# Margance (Trgovište)
Pour les articles homonymes, voir Margance.
Margance (en serbe cyrillique : Марганце) est un village de Serbie situé dans la municipalité de Trgovište, district de Pčinja. Au recensement de 2011, il comptait 28 habitants.

## Démographie
| 1948 | 1953 | 1961 | 1971 | 1981 | 1991 | 2002 | 2011 |
| ---- | ---- | ---- | ---- | ---- | ---- | ---- | ---- |
| 242  | 241  | 224  | 170  | 109  | 56   | 38   | 28   |

|  |